# Marco Paracchini
Marco Paracchini (Novara, 21 settembre 1976) è un regista e saggista italiano.

## Biografia
Marco Paracchini è uno storyteller, regista e docente. Ha studiato recitazione, regia e sceneggiatura in diverse scuole private (Milano, Genova) e nel 2000 ha conseguito il Master di Filmmaking presso la New York Film Academy. Ha creato numerosi personaggi fictional e diretto molteplici progetti video per aziende e organizzazioni no-profit. Ha ottenuto diversi riconoscimenti tra cui il Premio Pupi Avati (Storie di Fine Millennio, Bologna, 1999), il Premio Abel Ferrara (Sarno Film Festival, 2012) e il Premio Miglior Film (NovaraCineFestival, 2010) nonché tre Menzioni d’Onore [Pentedattilo Film Fest (2008), Imperia Video Festival (2012), Monovisions Photography Awards (2020)]. Dal 2006 insegna Regia, Linguaggi Multimediali, Digital Storytelling e Branded Content [CFP Bauer (2023/in corso), IED Milano (2017/2024), Fondazione I-Crea (in corso), ACME Accademia di Belle Arti di Novara (2006/2025)]. Dal 2011 scrive gialli, noir e saggi pubblicati da diverse case editrici come Il Giallo Mondadori Sherlock, WeirdBook, Delos Digital e altri editori. Ha lavorato anche nella regia televisiva per emittenti private nazionali, ultima collaborazione in ordine cronologico con ByoBlu con la regia di "V per Virginia" e la supervisione alla regia su alcune produzioni di punta (2024).

## Filmografia parziale

### Audiovisivi Fictional
- Effetti speciali, co-regia con Cristina Pajalunga - cortometraggio (1999)
- La locusta - cortometraggio (2001)
- Game over - cortometraggio (2001)
- Strigoi - cortometraggio (2002)
- L'ultimo giorno - cortometraggio (2002)[2]
- Il codice gufo - cortometraggio (2003)[3]
- Restless - cortometraggio (2004)[4]
- Novara Street Festival - documentario (2005)
- La locusta - The Remake - cortometraggio (2006)
- Il Castello di Novara - documentario (2006)
- Il protocollo sabbia - cortometraggio (2006)[5]
- Detective Lorna - cortometraggio (2007)[6]
- I mille volti di Gabriella Ferri - mediometraggio documentario (2008)
- L'audace viaggiatore - cortometraggio (2009)[7]
- Fiori di carta - cortometraggio (2009)[8]
- Ortissima - cortometraggio documentario (2009)[9]
- 150° Italia - Restauro del primo Parlamento Italiano - cortometraggio documentario (2010)[10]
- Giulia - cortometraggio (2010)[11]
- La donna in nero - cortometraggio (2011)[12]
- Fashion Victim - cortometraggio (2012)[13]
- Untouched - cortometraggio (2014)[14]
- Unknown - cortometraggio (2014)[15]
- 33 - cortometraggio (2015)[16]
- Le fonti del riso - documentario istituzionale (2017)[17]
- Adam - cortometraggio - sceneggiatura e produzione (2018)[18]
- Aqua - cortometraggio (2019)[19]
- Unbelievable - Documentare l'incredibile - mediometraggio documentario (2020)[20]
- Segni - spot no profit (2020)
- Le truffe non sono favole - spot no profit (2021)
- Palcoscenico - spot no profit (2021)
- Amnesia 2021 - cortometraggio (2021)[21]
- Il Dono - cortometraggio (2024)
- Tra  sogno e realtà - docu-fiction (2025)

### Televisione
- #iononmollo - serie TV, 01x01 (2015)[22]
- V per Virginia - Programma televisivo su Byoblu

## Videografia
- Till dawn - videoclip (2000)
- More - La fiera del gioiello - promozionale (2005)
- Macef preview - promozionale (2005)
- Humanitas, il centro ricerche - promozionale (2007)
- Asystel Volley - Albo d'Oro - promozionale (2007)
- Nestlè Wellness Report - web-format (2008)
- Liscilla - Muster & Dikson - promozionale (2008)
- Bassetti - Home Wear - promozionale (2008)
- Franciacorta Outlet - promozionale (2010)
- Per un mondo migliore - promozionale (2010)[23]
- Sarò come il sole - videoclip (2011)[24]
- Genre: Noir - promozionale (2012)[25]
- #cultivateculture - promozionale  (2014)[26]
- ACME - Una guida per il tuo futuro video - promozionale (2016)
- Balluff - Welcome to Automation - promozionale (2017)
- ArcheoBiandrate - istituzionale (2019)
- ArcheoGreggio - istituzionale (2019)
- The Court of the Insane, di Sacrilege UK - videoclip (2020)[27]
- Segni - promozionale (2020)[28]
- National Sales Meeting di Bolton Manitoba - regia evento in studio virtuale (2022)
- Novarese dell'anno 2020 - istituzionale (2021)[29]
- National Sales Meeting di Bolton Manitoba - regia evento in studio virtuale (2022)
- Est Sesia, un secolo di storia video - istituzionale (2022)[30]
- Edith Bruck. Ieri, Oggi, Domani - video intervista (2023)

## Pubblicazioni

### Narrativa
- Linea di confine, Edizioni Astragalo, 2012, ISBN 978-88-97347-05-7
- Animali, a chi?, Aljon Editrice, 2012, ISBN 978-88-96313-17-6
- Sherlock Holmes e il licantropo di Huntingdon, Delos Digital, 2014, ISBN 978-88-6775-358-1
- La maglia è nostra... e ve la prestiamo solo per giocare, Il Piccolo Torchio Edizioni, 2015, ISBN 978-88-87097-80-1
- Sherlock Holmes e la Setta degli Sciacalli, Delos Digital, 2016, ISBN 978-88-6530-613-0
- L'era dei robot, Phasar Edizioni, 2016, ISBN 978-88-6358-369-4
- Il numero 4, Tabula Fati Edizioni, 2018, ISBN 9788874756179
- Quint Dekker - Camminando sulle ombre, AKD Publishing, 2019, ISBN 978-1797940014
- Sherlock Holmes: indagini quasi sovrannaturali, Delos Digital, 2019, ISBN 9788825408546
- Quint Dekker - La mano viola, AKD Publishing, 2020, ISBN 979-8624453173
- Omicidio sotto la cupola, Il Babi Editore, 2020, ISBN 978-8894348422
- Il mutilatore, Golem Edizioni, 2020, ISBN 978-8892910065
- A Novara è tempo di morire, Il Babi Editore, 2022, ISBN 9791280880048
- Fino all'ultima pagina - Delitti Novaresi, Buckfast Edizioni, 2023, ISBN 978-8899551735
- L'Audace Viaggiatore, KDP, 2025, ISBN 979-8305551495
- Kenzo Tanaka - Detective dell'improbabile (nuova edizione), KDP, 2025, ISBN 979-8316735884
- Kenzo Tanaka - La Tetrafobia (nuova edizione), KDP, 2025, ISBN 979-8280060784
- Kenzo Tanaka - Il mutilatore di Tokyo (nuova edizione), KDP, 2025, ISBN 979-8281286435
- Il dottor Jekyll e mister Hyde: Anatomia del Male, KDP, 2025, ISBN 979-8280552968
- Mr. 11: Punishment Begins, KDP 2025, ISBN 979-8319293572
- Francoforte 1989, Fox & Sparrows Edizioni, 2025, ISBN 979-1281942288
- Sherlock Holmes e le sculture della morte, Delos Digital, 2025, ISBN 978-8825433005

#### Curatele
- AAVV, Ventiquattro passi, Undici Edizioni, 2019, ISBN 9788894823356

### Saggistica
- Comunicazione cinematografica, Phasar Edizioni, 2012, ISBN 978-88-6358-124-9
- James Bond 1962/2012 - Cinquant'anni di un mito cinematografico, Phasar Edizioni, 2012, ISBN 978-88-6358-161-4
- Storytelling Storyselling - Cinema, letteratura, pubblicità e fumetto, Libellula Edizioni, 2015, ISBN 978-88-6735-310-1
- Bond Ages - 007 sguardi sul cinema di James Bond, Undici Edizioni, 2018, ISBN 9788894823264
- Tokyo dalla A alla Y, Libreria Geografica, 2019, ISBN 978-8869853715
- Il libro delle storie, Re Artù Edizioni, 2022, ISBN 979-8362352509
- Sociologia Telefilmica, WeirdBook, 2024, ISBN 979-1281603110

## Riconoscimenti
- Storie di fine millennio
  - 1999 - Miglior soggetto cinematografico per Jimmy
- Pentedattilo Film Festival 
  - 2006 - Menzione speciale per storia, regia e montaggio a Il protocollo sabbia
- Novara Cine Festival 
  - 2010 - Premio miglior film giuria studenti a L'audace viaggiatore[31]
- Video Festival Imperia
  - 2012 - Menzione speciale per regia e sceneggiatura a L'audace viaggiatore
- Sarno Film Festival
  - 2012 - Premio speciale Abel Ferrara a L'audace viaggiatore
- Muuh Film Festival
  - 2011 - Premio dello Sponsor a Giulia
  - 2012 - Premio apeciale a La donna in nero
- CineVolta Film Festival
  - 2019 - Premio del pubblico ad Aqua
- Monovisions Awards
  - 2020 - Menzione d'Onore al concept fotografico Commonplace